# Cours Julien
Le cours Julien est une place de la ville de Marseille.

## Situation et accès
Ce cours se situe dans le quartier Notre-Dame du Mont, dans les 1er et 6e arrondissements de Marseille. Il comprend deux parties : une vaste place piétonne qui va de la rue des Trois-Frères-Barthélémy à la rue Armand-Bédarride et une voie  ouverte à la circulation automobile de la rue Armand-Bédarride au boulevard Garibaldi.
Le cours Julien est desservi par la ligne de métro  à la station Notre Dame du Mont ainsi que la ligne de bus de la RTM.

## Origine du nom
Selon Adrien Blès le nom du cours Julien viendrait de celui d’un propriétaire. 

## Historique
À l’origine le cours se situe uniquement dans la partie haute, entre la rue des Minimes (future rue des Trois-Frères-Barthélémy) et la rue Piscastoris (future rue Armand-Bédarride). L'autre partie, de la rue Piscastoris à la rue de Noailles (au niveau de l'actuelle Canebière), se nomme alors boulevard du Musée en référence au Musée des Beaux-arts installé dans l'ancienne chapelle des Bernardines, ou au Cabinet d’histoire naturelle situé également sur ce boulevard (l'un et l'autre transférés après 1869 au Palais Longchamp). À partir de 1927 ces deux voies sont réunies sous l’unique nom de cours Julien.
Sur les plans de Marseille gravés à la fin du XVIIIe siècle et au tout début du XIXe il se nomme cours des Citoyens. L'esplanade du cours ainsi que le boulevard sont aménagés sur les lices du mur d’enceinte construit lors de l’agrandissement de Marseille par Louis XIV et que le préfet Delacroix fait démolir à partir de 1800.
À la pointe du bastion de l’ancienne enceinte aboutit l’escalier qui prolonge la rue Jean-Baptiste-Estelle. Sa construction a été décidée en 1859 afin d’offrir aux habitants du cours Julien et du quartier de la plaine Saint-Michel un accès plus direct au bas de la ville.
De 1860 à 1973 le quartier du cours Julien accueille le Marché Central, marché de gros et de détail de fruits et légumes. Après le déménagement du marché de gros au M.I.N. des Arnavaux il se reconvertit en accueillant de nombreux restaurants et lieux culturels.

### Le Marché Central

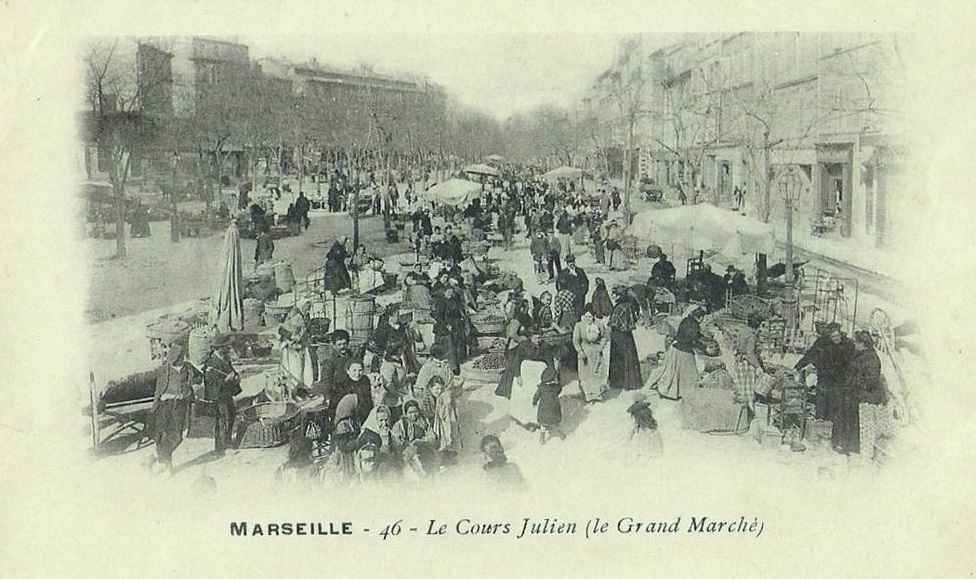
Le grand marché du cours Julien à la fin du XIXe siècle.

En 1860 un marché de gros fruits et légumes s’établit sur le cours Julien. Les dépôts et les chambres froides des grossistes s’installent dans nombre de rez-de-chaussée. En 1908 s’y ajoute le marché de la place Jean-Jaurès, réservé aux producteurs des environs de la ville. Ces deux marchés contigus forment le Marché Central qui déborde également sur les rues avoisinantes.
Les paysans de Plan-de-Cuques, Château-Gombert, La Pomme, Mazargues, Bonneveine, etc. y arrivaient vers minuit avec leurs productions. Sur le cours Julien se trouvaient les entrepôts des grossistes et, en plein air et le long du cours, se tenaient deux catégories bien distinctes de marchandes, les Partisanes (semi-grossistes) et les Revendeuses, qui vendaient les productions des maraîchers locaux. Les grossistes proposaient essentiellement des produits d'Afrique fraîchement débarqués sur le Vieux Port : artichauts de Tunisie, oranges d'Algérie, tomates du Maroc, ananas et bananes d'Afrique noire.
Dans les années 1960 la municipalité marseillaise envisage de regrouper toutes les activités de fruits et légumes sur un seul et même site, afin de désengorger le centre-ville et le cours Julien. Elle fonde en 1963 une société d’économie mixte, la SOMIMAR, chargée de réaliser et de gérer un Marché d'intérêt national (MIN) aux Arnavaux dans le 14e arrondissement. Le marché du cours Julien y déménage en mars 1972.

### Le quartier du cours Julien après le départ du marché
Après le départ du marché le cours Julien est profondément restructuré. La partie haute devient un jardin avec fontaine conçu par la paysagiste marseillaise, Isabelle Linski, et inauguré en 1980 par le maire de Marseille, Gaston Defferre. Un parking sur plusieurs niveaux est construit sous cette esplanade ainsi qu’une station de la deuxième ligne du métro mise en service en 1984. La partie basse du cours est réaménagée à son tour en 1988.
Le quartier environnant connaît une profonde mutation. Les anciens locaux des grossistes se transforment en magasins d’antiquité puis en restaurants, en lieux associatifs et culturels. Il est considéré comme le quartier des artistes, des bobos et musiciens de Marseille. On y trouve de nombreuses terrasses de cafés, des œuvres de street-art, des boutiques à tendance artistique, des aires de jeu pour les enfants et il est entouré de rues piétonnes. Il accueille plusieurs salles de concerts (l'Espace Julien, Le Molotov...), un vidéo-club et cinéma associatif (le vidéodrome 2) et un cinéma d'art et d'essai (La Baleine),,,  un marché de produits bio le mercredi et une école primaire comprenant des classes musicales à horaire aménagé dans le cadre d'une convention avec le conservatoire voisin.

## Bâtiments remarquables et lieux de mémoire
Le cours Julien est le lieu de naissance en 1872 du biochimiste Victor Henri, l'un des fondateurs de la cinétique enzymatique.